# Hands Like Houses
| Información       | Información                                                         |
| ----------------- | ------------------------------------------------------------------- |
| Origen            | Canberra, Australia                                                 |
| Géneros           | Past-hardcore, rock experimental, rock alternativo, hard rock       |
| Años de actividad | 2008-Presente                                                       |
| Bandas asociadas  | Pierce The Veil, Tonight Alive, Our Last Night, A Day To Remember   |
| Página web        | http://handslikehouses.net/                                         |
| Miembros          | Trenton Woodley Matt Cooper Alex Pearson Joel Tyrrell Matt Parkitny |
| Exmiembros        | Jamal Sabet                                                         |

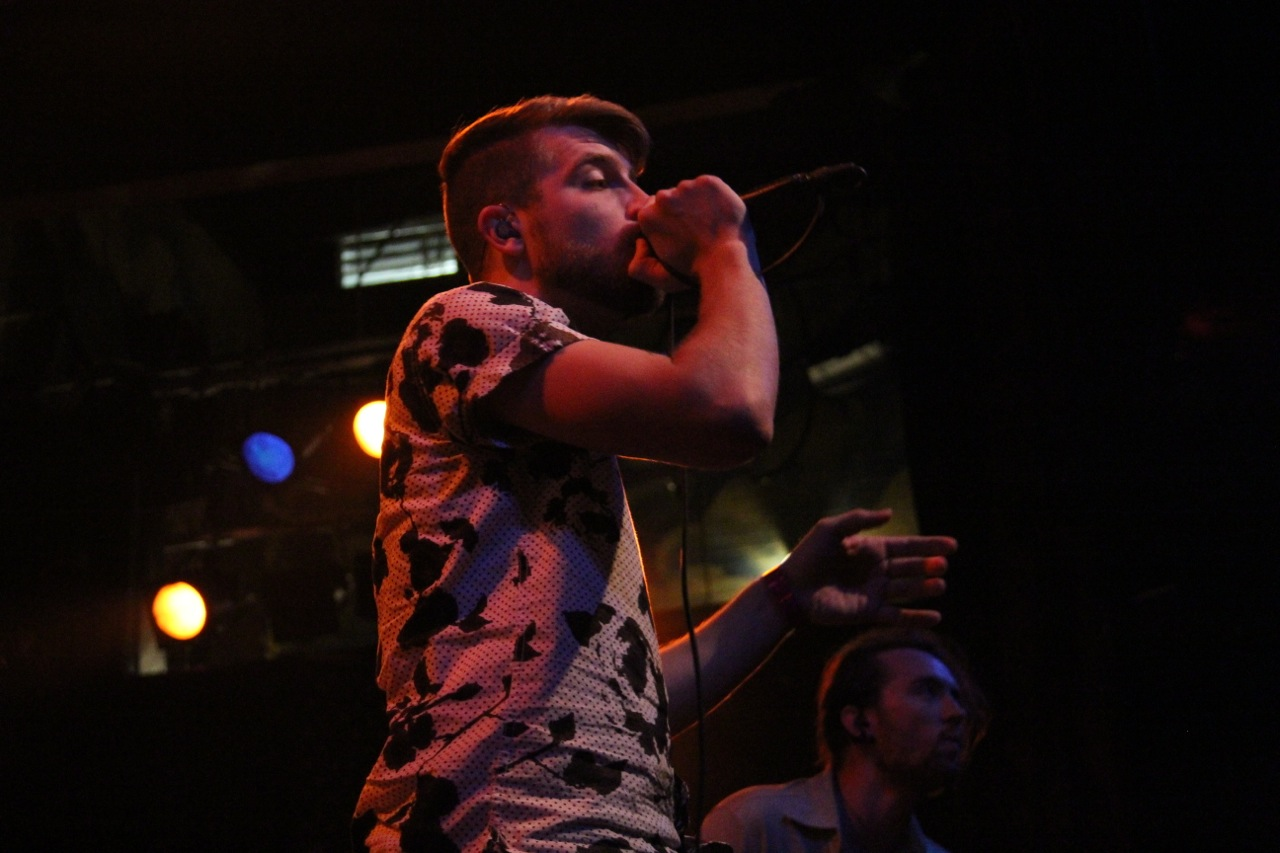

Hands like houses es una banda de rock australiana de Camberra. Formado en 2008, el grupo es actualmente firmado a Hopeless Records y UNFD. Su álbum de debut, Ground Dweller, fue publicado el 13 de marzo de 2012 y alcanzó el número 141 en la Billboard Top 200 y número 2 en la Billboard Heatseekers Chart. Su segundo álbum, Unimagine, fue publicado el 23 de julio de 2013, durante su ruta en Warped Tour. El tercer álbum de la banda, Dissonants fue publicado el 26 de febrero de 2016.

## Historia

### Formación,Ground DwellerySesiones de NieveEP (2008–2013)
Formado en 2008 de los restos de otras bandas locales, Seguridad Tan Larga y Debut Eterno, la banda viajó a Chango Estudios para grabar para su álbum Ground Dweller (cuál empezó como un EP como declaró por Woodley) con el productor Cameron Mizell. Aun así, el EP nunca fue publicado y la banda decidió regrabar algunas de las pistas y añadir seis canciones nuevas para un álbum de longitud mayor. En 2011, la banda publicó sencillos para "This Ain't No Place for Animals" y "Lion Skin" (estas presentan unas cuantas diferencias del incluido en su álbum) encima iTunes, vendiendo 5,000 ventas. También liberaron un demo versión de ''One Hundred" en su perfil de PureVolume.
En enero de 2012 la banda firmó con Rise Records y publicó Ground Dweller, en la página web de Alternative Press. Ground Dweller debutó en Núm. 141 en la Billboard Top 200 y número 2 en la Billboard Heatseekers Chart. Y ha sido generalmente bien recibido.
El 2 de mayo de 2012, Hands Like Houses embarcaron en su primer nunca visita de los EE. UU. encima el aumento Graba' El Freshman Clase de '12 Tour, apoyando The Air I Breathe, Palisades y My Ticket Home En abril de 2012 liberó un vídeo EP nombró Sesiones de Nieve con rendimientos acústicos de algunas canciones de Ground Dweller.  Visitaron Estados Unidos con We Came as Romans y Attack Attack!, y en el final de 2012 con Pierce the Veil y Sleeping With Sirens en el Collide with the Sky Tour. Se unieron Pierce the Veil y Woe, Is Me en junio/ mayo de 2013.

### UnimagineYReimagine(2013 –2014)
Durante la gira por el Reino Unido con Pierce the Veil y Woe, Is Me, Hands Like Houses interpretaron nuevas canciones de Unimagine, incluyendo el sencillo principal "Introduced Species". El álbum fue lanzado en julio en Rise Records. La banda se presentó en todo el 2013 Vans Warped Tour en el #DomoStage. interpretando 'Introducced Species' y 'Shapeshifters' del nuevo álbum. La banda lanzó un video durante este tiempo para 'A Fire On A Hill'.
En 2014, la banda realizó múltiples giras para apoyar a Unimagine. Durante febrero y marzo, apoyaron en sus conciertos a Memphis May Fire en todo EE. UU. Con The Word Alive, A Skylit Drive y Beartooth, y luego completaron su primera gira en el Reino Unido en abril con el apoyo de Crooks (Reino Unido). Al regresar a Estados Unidos a finales de abril, la banda apoyó en sus conciertos a Chiodos en las fechas restantes de su gira 'Devil's Dance', junto a Emarosa, Our Last Night y '68.
En mayo, la banda comenzó su primer concierto oficial en Estados Unidos, con el apoyo de Slaves (Jonny Craig), Miss Fortune y Alive Like Me, antes de regresar a Australia para una serie de conciertos apoyados por Forever Ends Here, Breakaway y Far Away Stables. Durante este periodo, la banda lanzó su tercer videoclip para 'A Tale of Outer Suburbia', dirigido por Joshua Aylett.
Después de una rotura breve, en septiembre la banda anunció un nuevo EP de versiones alternativas de su álbum anterior, Unimagine. Cuando dijo la banda, Reimagine es un paralelo y un rediscovery de Unimagine y no podríamos ser más felices con el resultado." El E.P. fue publicado el 16 de septiembre de 2014. Junto con el anuncio publicaron vídeos para cada canción del EP, dirigiendo con "Revive Introduced Species)".
Para concluir el año, la banda realizó una gira por Reino Unido y Europa con la banda británica de metalcore Bury Tomorrow, con Slaves y In Hearts Wake.

### Dissonants(2015–presente)
En 2015, Hands Like Houses actuó en Silverstein's Discovering the Waterfront 10 Year Anniversary Tour, junto a Beartooth, Major League y My Iron Lung. Antes de comenzar la gira, la banda grabó un nuevo sencillo independiente, "I Am", con Erik Ron en Gray Area Studios en LA. El 12 de marzo, la banda publicó un video de 30 segundos anunciando el videoclip para "I Am", producido por Megan Thompson, la canción fue publicada el 17 de marzo. Dos días más tarde fue publicado el videoclip en YouTube.
Hands Like Houses apareció en el famoso Download Festival en el Reino Unido a mediados de junio, así como en todo el US Vans Warped Tour en junio y agosto. Además, se han anunciado como banda principal para la etapa australiana de Enter Shikari de The Mindsweep World Tour.
La banda empezó a ir al estudio en marzo, grabando su tercer álbum con James Paul Wisner (Underoath, Paramore, Va Radiofónico, El Getaway Plan) en St Nube, FL. El álbum fue publicado por Hopeless Record y UNFD, y su fecha de publicación era originalmente propuesta para octubre de 2015. La banda visitó aquel año otra vez el Warped Tour. Debutaron una canción nueva "Nueva Romantics" siendo parte de su set-list.
El 11 de agosto, la banda anunció a través de Facebook que su nuevo álbum se llama "Dissonants" y se lanzará en algún momento de este mes de octubre, y también anunció una gira mundial. La banda lanzó el primer sencillo de Dissonants, "New Romantics", que previamente debutó mientras la banda estaba en Warped Tour, en octubre. Más tarde, la banda debutó con dos nuevas canciones en su "Dissonants World Tour", Glasshouse y Perspectives.
En diciembre, Hands Like Houses reemplazó a The Ghost Inside en "Big Ass Tour" con A Day To Remember y The Amity Affliction después de que los miembros de The Ghost Inside resultaran heridos en un accidente de autobús. Más tarde ese mes anunciaron que los pre-orders para su álbum saldrían a la venta. El álbum fue lanzado el 26 de febrero de 2016. Unos días más tarde, la banda también anunció que se unirán a Northlane e In Hearts Wake en su gira, The Equinox Tour, en Australia en junio de 2016.
Apoyaron a Northlane en su Intuition Tour por ciudades australianas en mayo de 2017, y una vez más actuaron en el Warped Tour en Estados Unidos en el verano de 2017.
El 15 de junio de 2017, la banda lanzó un nuevo sencillo "Drift" y anunciaron que habían firmado con Hopeless Records en todo el mundo, excluyendo Australia y Nueva Zelanda, donde continúa su asociación con UNFD.

## Estilo musical
Hands Like Houses es conocida por su mezcla única de post hardcore, rock experimental, indie rock y rock alternativo. Su sonido ha sido descrito como "Apartarse del estereotipo de combo de cantar y gritar "Rise-core " con voces limpias superpuestas sobre difíciles trabajos de guitarra, poderosos tambores e interesantes partes de sintetizador".

## Discografía
| Año  | Álbum          | Sello          | Posiciones | Posiciones | Posiciones     | Posiciones  | Posiciones     | Posiciones        |
| Año  | Álbum          | Sello          | AUS        | EE.UU.     | EE. UU. Indies | EE. UU. Alt | Rock de EE.UU. | EE. UU. Rock Duro |
| ---- | -------------- | -------------- | ---------- | ---------- | -------------- | ----------- | -------------- | ----------------- |
| 2012 | Ground Dweller | Rise           | —          | 141        | 21             | 22          | 38             | 11                |
| 2013 | Unimagine      | Rise           | 51         | 37         | 6              | 6           | 10             | 4                 |
| 2016 | Dissonants     | Rise, UNFD     | 7          | 68         | 6              | 7           | 9              | 3                 |
| 2018 | Anon           | Hopeless, UNFD | 4          | —          | 11             | —           | —              | —                 |

EPs
| Año  | EP        | Sello | Posiciones | Posiciones     | Posiciones  | Posiciones     |
| Año  | EP        | Sello | EE.UU.     | EE. UU. Indies | EE. UU. Alt | Rock de EE.UU. |
| ---- | --------- | ----- | ---------- | -------------- | ----------- | -------------- |
| 2014 | Reimagine | Rise  | 109        | 23             | 20          | 34             |

Sencillos'
- "This Ain't No Place for Animals" (2010)
- "Lion Skin" (2011)
- "Antarctica" (2012)
- "Introduced Species" (2013)
- "A Fire on a Hill" (2013)
- "Torn" (2014)
- "Revive (Introduced Species)" (2014)
- "I Am" (2015)
- "New Romantics" (2015)
- "Colourblind" (2016)
- "Drift" (2017)